# 祝福された者の天国への上昇
『祝福された者の天国への上昇』（しゅくふくされたもののてんごくへのじょうしょう, 蘭: De beklimming van de gezegenden, 伊: La Salita dei Beati, 英: The Ascent of the Blessed）は、初期フランドル派の巨匠ヒエロニムス・ボスが1505年から1515年ごろに制作した絵画である。油彩。『来世の幻視』（Visioenen uit het hiernamaals）と呼ばれる多翼祭壇画を構成する4点の板絵の1つである。他は『呪われた者の墜落』（Val van de verdoemden）、『地獄』（Hel）、『地上の楽園』（Het aardse paradijs）。現在はいずれもヴェネツィアのアカデミア美術館に所蔵されている。

## 作品
本作品の最も興味深い要素は画面上部に描かれた大きなトンネルであり、ストローを通して天空の彼方を覗いているような視点で描かれている。スティーブン・ヒッチンズ（Stephen Hitchens）が書いているように、また「幻想的で恍惚とした神との結合を捉える多様性と驚きの源泉のごとき善と光の漏斗」であるとして説明することができる。立体的なトンネルは、その先で祝福を受けた者が到着するのを待っている3人の人物と、天国から射し込む「白い光」を鑑賞者に垣間見せている。トンネルのこちら側には真珠のような門に向かって人間の魂を運ぶ1人の天使がいる。一方は背中に翼があり白いローブを着ており、もう一方は裸であるため、鑑賞者は一方が天使であり、一方が人の魂であると区別できる。2人とも手を合わせて祈りの形をとっている。
トンネルの真下には祝福された人間の魂を救いへと助け上げている天使が大勢いる。画面下に1つの魂に対して2人の天使が付き添っていることは、いくつかの人間は他の人間よりも多くの援助が要ることを示唆している。画面上部に近づくにつれて天使と魂の比率は1対1になっている。これは地球に引っ張られていた人間の魂が、トンネルに向かうにつれて軽くなることを象徴しているかもしれない。天使たちは必ずしも人間の魂を上へと運ぶために彼らの身体に触れているわけではなく、魂のそばで単に行くべき場所について案内している。画面の登場人物たちはみなトンネルに向かって上を向いている。
人間と天使の物理的側面はより理想化され、個別化されていないため、どの人物も同じような顔立ちをしている。人物は特定の誰かに似せることを意図したものではなく、髪型も理想化されている。天使は波打った長い髪をしており、魂は短い髪をしている。人間の魂は性別を区別するための器官が描かれていない。これはおそらく天国には性別がないことを示す象徴主義の一種である。天使たちは繊細な赤、青、緑など様々な色彩の翼を持ち、ローブを身にまとっている。
絵画全体はトンネルの出口の白い明るさとは対照的に非常に薄暗い。トンネルの出口の光はおそらく地上の領域である絵画の底を照らす光ではない。トンネルを取り巻く極度の暗闇は、天空の光が画面下を照らす光とは関係がないことを示している。トンネルの外側の領域は暗く灰色である。実際、光は下から上に移動するにつれて暗くなり、突然光が噴出するトンネルに到達する。偶然にも、この漏斗の絵画は臨死体験をした人々に非常によく似ていることが知られている。15世紀には、楽園の入口は多くの細密画に登場した漏斗として描かれた。光を放つ漏斗の形は同時代の黄道十二宮の図に似ているが、ボスはそれを祝福された人間の魂が神に近づくための輝く回廊に変えた。

## 制作背景
ボスの絵画は16世紀にオランダの芸術と社会を支配していた宗教的テーマ、特にカトリックの宗教を反映している。ほとんどの人は天国に昇ることができるように善良なカトリック教徒のように振る舞い、行動することを義務としていた。罪の結果は煉獄で衰弱させ、地獄に送るという究極の罰で人々の中の忠実な服従を脅かすために、非常に恐ろしいものとされた。パトリック・ロイタスワードによると、天国に入ることが認められる人の数が限られていることは「30,000人の魂のうち天国に到達できる可能性があるのは2人だけという、ボスの時代にオランダで広まった論文『Van der Vorsieningkeit Godes』に含まれる注目すべき仕様を説明している」。ボスがこの論文を読んだかどうかは明らかではないが、彼の故郷スヘルトーヘンボスには多くの修道士と修道女が住んでいたことが知られている。多くの信心会や宗教施設があるため「敬虔な都市」とさえ呼ばれていた。

## 多翼祭壇画の配置
ボスの研究者はこれらの絵画、特に本作品の背後にある意味について別の解釈をしている。板絵は簡単に外せるかもしれないが、板絵の順序や板絵を美術館内でどのように配置するかについて多くの議論がある。2011年にヴェネツィアで展示されたとき、板絵の順序は『呪われた者の墜落』、『地獄』、スペースを空けて『地上の楽園』、『祝福された者の天国への昇天』であった。『地上の楽園』は特にその風景、噴水、聖書の慣習に従って描かれているボスの他の楽園の板絵に似ているため、左側に配置された。また『地上の楽園』は煉獄の可能性があるため「楽園」であるかどうかについても混乱がある。別の考えられる配置は『新約聖書』「マタイによる福音書」25章32節-33節にインスピレーションを受けた、昇天、楽園、地獄、堕落である。考え方は伝統的に神は左側の地獄に呪われた者たちを導く。ボスの研究者ルートヴィヒ・フォン・バルダスは他の可能な配置について言及しておらず、「翼は2つの部分に分かれて、上下に配置されており、左側には天使によって楽園に導かれる救われた者たちの姿が、右側には地獄に堕ちる呪われた者たちが描かれている」。一部の研究者は4点の「来世の幻視」はおそらく最後の審判である失われた中央の板絵の翼であると信じている。

## 来歴
「来世の幻視」は枢機卿ドメニコ・グリマーニ（1461年-1523年）のコレクションに由来する。ヴェネツィアがオーストリア領であった時代にウィーンには運ばれることはなく、2010年にドゥカーレ宮殿からアカデミア美術館に移された。

## ギャラリー

『呪われた者の墜落』
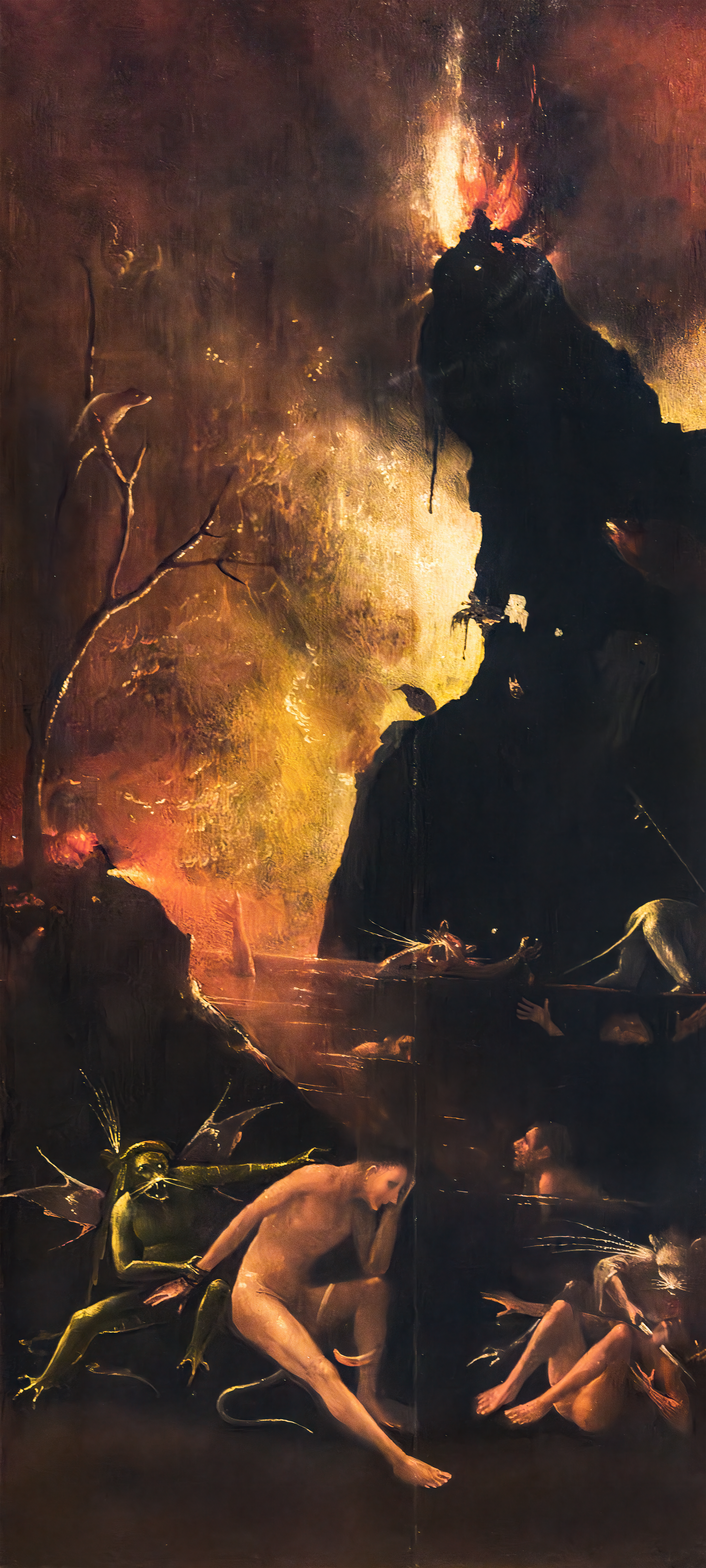
『地獄』
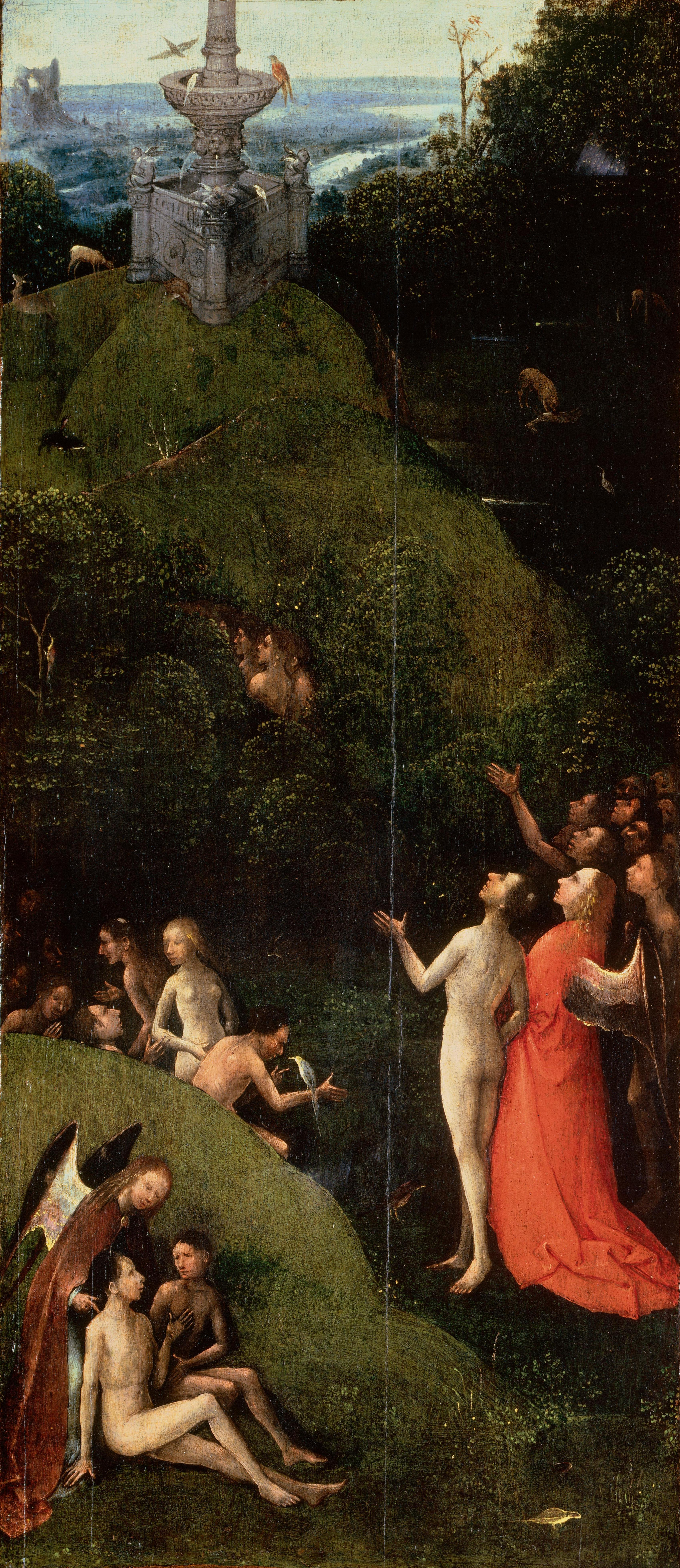
『地上の楽園』